# Пол Уага
Пол Мбуя Уага (англ. Paul Mbuya Oyuga, нар. 7 квітня 1973, Найробі) — кенійський футболіст, що грав на позиції нападника, зокрема, за клуби «Еребру» та «Брюне», а також національну збірну Кенії.

## Клубна кар'єра
Народився 7 квітня 1973 року в місті Найробі. Вихованець футбольної школи клубу «АФК Леопардс».
У дорослому футболі дебютував 1997 року виступами за американську команду «Коннектикут Вулвз», в якій провів три сезони, взявши участь у 15 матчах першого дивізіону USL. 
Своєю грою за цю команду привернув увагу представників тренерського штабу шведського клубу «Еребру», до складу якого приєднався 2001 року. Відіграв за команду з Еребру наступні три сезони своєї ігрової кар'єри. Більшість часу, проведеного у складі «Еребру», був основним гравцем атакувальної ланки команди.
2004 року уклав контракт з норвезьким клубом «Брюне», у складі якого провів наступні чотири роки своєї кар'єри гравця. Граючи у складі «Брюне» також здебільшого виходив на поле в основному складі команди. У складі «Брюне» був одним з головних бомбардирів команди, маючи середню результативність на рівні 0,45 голу за гру першості у другій за силою Лізі Норвегії.
Протягом 2008—2010 років захищав кольори команди «Саннес Ульф».
Завершив професійну ігрову кар'єру у клубі «Олгор», за команду якого виступав протягом 2010—2011 років.

## Виступи за збірну
1996 року дебютував в офіційних матчах у складі національної збірної Кенії. Протягом кар'єри у національній команді провів у її формі 10 матчів, забивши 3 голи.